# 克羅尼山
14°05′04″S 70°15′39″W / 14.08444°S 70.26083°W
克羅尼山（Queroni），是秘魯的山峰，位於該國東南部普諾大區，由卡拉瓦亞省負責管轄，屬於安地斯山脈中卡利亞瓦亞山脈的一部分，海拔高度5,259米。